# الأكحل (قرية)
الأكحل قرية سعودية، من قرى وادي الفرع في منطقة المدينة المنورة. تقع في جنوب المدينة المنورة، وتبعد عنها قرابة 140 كم.

## نبذة
يقع مركز الاكحل  جنوب المدينة المنورة، على بعد 140 كم على طريق (المدينة المنورة/ مكة المكرمة)، وتبلغ مساحة المركز حوالي 1388,5 كم2، حيث يقدر بنحو 5,5% من إجمالي مساحة نطاق المدينة المنورة ومراكزها، ويضم المركز 11 قرية، ويبلغ عدد السكان به طبقا لتقديرات الاستشاري لعام 1420هـ نحو ألفين نسمة، حيث تمثل حوالي 2,4% من إجمالي سكان القرى، وتبلغ الكثافة العامة بالمركز حوالي 1,4 شخص/كم2.
يتكون التركيب الجيولوجي بالمركز من الطفوح البركانية البازلتية وتتركز بالقطاع الشرقي والجنوبي، (امتداد لحرة رهط) حيث تمثل حوالي 87,8% مـن مساحة المركز. وتتكثف الفوهات البركانية بها، ويمكن دراسة الاستفادة منه في استغلال الحرارة الأرضية الكامنة بها في توليد الطاقة الكهربائية. ويغلب على التربة السطحية الحمم البركانية ذات انحدار يتراوح بين (صفر إلى 20%) وهي جيدة وخصبة وتصلح للزراعة في حالة إمكانية تمهيدها وإعدادها. تشير الدراسات الجيولوجية إلى وجود طبقة ثانوية حاملة للمياه (البازلت) ممتدة تحت حرة رهط.
تعتبر الزراعة هي المصدر الأساسي للدخل بالمركز ويعتمد على بعض العيون الجارية في الري، وتتكثف الزراعة حول الأودية المخترقة للحرة على هيئة جيوب صغيرة، وتشتهر بالزراعة قرى (الاكحل وخضرة وحنذ). وتقتصر الأنشطة التجارية على توفير الاحتياجات الأساسية للسكان وخدمات الطريق السريع. ويعتبر الرعي المصدر الثاني للدخل بعد الزراعة حيث يعمل به عدد كبير من السكان.
يخترق المركز طريق الهجرة السريع (المدينة المنورة/مكة المكرمة) بطول حوالي 35كم، أما الطرق الداخلية فجميعها ترابية وغير ممهدة فيما عدا طريق المهد والذي يتقاطع مع طريق الهجرة عند نقطة المثلث، وتبلغ مساحة الطرق المرصوفة والترابية حوالي 26,8 كم2، تمثل الطرق الترابية منها نحو 4,7%، ويرجع السبب في انخفاض نسبة الطرق الترابية بالمركز إلى مرور كل من طريق الهجرة السريع وطريق المهد به مما أدى إلى رفع نسبة الطرق المرصوفة، بالإضافة إلى ارتفاع نسبة الحمم البركانية غير المأهولة بالسكان.
يتم توفير مياه الشرب لمركز الاكحل بنقل المياه من بئر علي بعد حوالي 30 كم شرق طريق الهجرة في اتجاه المهد. ويتم التخلص من مياه الصرف الصحي بواسطة البيارات ذات القاع المفتوح حيث يتم نزحها بالجهود الذاتية. وبالنسبة للمخلفات الصلبة يتم جمعها من قبل المتعهد للمجمع القروي بوادي الفرع يوميا والتخلص منها بالطمر الصحي في مرامي تابعة للمركز. ويتم توفير الكهرباء لقرى المركز عن طريق المولدات الخاصة والتجارية التي يوفرها بعض المتعهدين، ولا توجد شبكة للهاتف، ولكن تتوفر خدمة الهاتف الجوال على طول طريق الهجرة السريع، ويوجد بالمركز أبراج الهواتف الإسقاطية.
ومن أهم القرى المحيطة بقرية الاكحل هي خضرة التابعة لقبيلة مخلف من زبيد من حرب
وقيل قديما بأن الرسول ﷺ قد مر عليها وبركة ناقته بها وهو من غير اسم وادي خضرة
وهنا أحد المقاطع الذي يتحدث عنها بالتفصيل
http://www.youtube.com/watch?v=eQCO5LyVrw4

## وصلات خارجية
- موقع إمارة المدينة المنورة
- موقع أمانة المدينة المنورة